# 帕迪亚纳卢尔
帕迪亚纳卢尔（Padianallur），是印度泰米尔纳德邦Thiruvallur县的一个城镇。总人口20863（2001年）。

## 人口
该地2001年总人口20863人，其中男性10621人，女性10242人；0—6岁人口2099人，其中男1088人，女1011人；识字率74.40%，其中男性为78.63%，女性为70.03%。